# Franciaország az 1960. évi nyári olimpiai játékokon
Franciaország az olaszországi Rómában megrendezett 1960. évi nyári olimpiai játékok egyik részt vevő nemzete volt. Az országot az olimpián 19 sportágban 238 sportoló képviselte, akik összesen 5 érmet szereztek.

## Érmesek
| Érem  | Versenyző                                                           | Sportág  | Versenyszám            |
| ----- | ------------------------------------------------------------------- | -------- | ---------------------- |
| Ezüst | Michel Jazy                                                         | Atlétika | Férfi 1500 m           |
| Ezüst | Robert Dumontois Jean Klein Claude Martin Jacques Morel Guy Nosbaum | Evezés   | Férfi kormányos négyes |
| Bronz | Abdoulaye Seye                                                      | Atlétika | Férfi 200 m            |
| Bronz | René Schiermeyer                                                    | Birkózás | Kötöttfogás, 73 kg     |
| Bronz | Pierre Durand Jack le Goff Jéhan le Roy Guy Lefrant                 | Lovaglás | Csapat lovastusa       |

## Atlétika
Férfi
| Versenyző                                                    | Versenyszám     | Előfutam | Előfutam | Negyeddöntő | Negyeddöntő | Elődöntő | Elődöntő | Döntő     | Döntő    |
| Versenyző                                                    | Versenyszám     | Idő      | Hely.    | Idő         | Hely.       | Idő      | Hely.    | Idő       | Helyezés |
| ------------------------------------------------------------ | --------------- | -------- | -------- | ----------- | ----------- | -------- | -------- | --------- | -------- |
| Claude Piquemal                                              | 100 m           | 10,7     | 3.       | 10,6        | 5.          | kiesett  | kiesett  | kiesett   | kiesett  |
| Jocelyn Delecour                                             | 100 m           | 10,5     | 2.       | 10,7        | 4.          | kiesett  | kiesett  | kiesett   | kiesett  |
| Jocelyn Delecour                                             | 200 m           | 21,3     | 2.       | 21,5        | 4.          | kiesett  | kiesett  | kiesett   | kiesett  |
| Paul Genevay                                                 | 200 m           | 21,2     | 1.       | 21,1        | 3.          | 21,0     | 6.       | kiesett   | kiesett  |
| Abdoulaye Seye                                               | 200 m           | 21,1     | 1.       | 20,8        | 1.          | 20,8     | 1.       | 20,7      |          |
| Abdoulaye Seye                                               | 100 m           | 10,6     | 2.       | 10,4        | 4.          | kiesett  | kiesett  | kiesett   | kiesett  |
| Pierre-Yvon Lenoir                                           | 800 m           | 1:49,3   | 4.       | kiesett     | kiesett     | kiesett  | kiesett  | kiesett   | kiesett  |
| Michel Jazy                                                  | 1500 m          | 3:44,9   | 2.       |             |             |          |          | 3:38,4    |          |
| Michel Bernard                                               | 1500 m          | 3:42,2   | 1.       |             |             |          |          | 3:41,5    | 7.       |
| Michel Bernard                                               | 5000 m          | 14:04,6  | 2.       |             |             |          |          | 14:04,2   | 7.       |
| Hamoud Ameur                                                 | 5000 m          | 14:14,0  | 5.       |             |             |          |          | kiesett   | kiesett  |
| Hamoud Ameur                                                 | 10 000 m        |          | 30:25,4  | 22.         |             |          |          |           |          |
| Hamida Addèche                                               | 10 000 m        |          | 30:27,2  | 23.         |             |          |          |           |          |
| Robert Bogey                                                 | 10 000 m        |          | 29:22,4  | 13.         |             |          |          |           |          |
| Jacques Déprez                                               | 110 m gát       | 17,1     | 5.       | kiesett     | kiesett     | kiesett  | kiesett  | kiesett   | kiesett  |
| Marcel Duriez                                                | 110 m gát       | 14,7     | 4.       | 15,0        | 6.          | kiesett  | kiesett  | kiesett   | kiesett  |
| Edmond Roudnitska                                            | 110 m gát       | 14,4     | 2.       | 14,5        | 4.          | kiesett  | kiesett  | kiesett   | kiesett  |
| Guy Texereau                                                 | 3000 m akadály  | 9:03,8   | 8.       |             |             |          |          | kiesett   | kiesett  |
| Paul Genève                                                  | Maraton         |          |          |             |             |          |          | 2:31:20,0 | 35.      |
| Alain Mimoun                                                 | Maraton         |          |          |             |             |          |          | 2:31:20,0 | 34.      |
| Henri Delerue                                                | 20 km gyaloglás |          |          |             |             |          |          | 1:39:37,6 | 12.      |
| Jacques Arnoux                                               | 50 km gyaloglás |          |          |             |             |          |          | 5:10:22,0 | 28.      |
| Paul Genevay Jocelyn Delecour Abdoulaye Seye Claude Piquemal | 4 × 100 m váltó | kizárták | kizárták |             | kiesett     | kiesett  | kiesett  | kiesett   |          |

| Versenyző           | Versenyszám   | Selejtező | Selejtező | Döntő    | Döntő    |
| Versenyző           | Versenyszám   | Eredmény  | Helyezés  | Eredmény | Helyezés |
| ------------------- | ------------- | --------- | --------- | -------- | -------- |
| Maurice Fournier    | Magasugrás    | 200 cm    | =4.       | 200 cm   | 14.      |
| Mahamat Idriss      | Magasugrás    | 200 cm    | 17.       | 203 cm   | 12.      |
| Victor Sillon       | Rúdugrás      | 420 cm    | =18.      | kiesett  | kiesett  |
| Ali Brakchi         | Távolugrás    | 720 cm    | 26.       | kiesett  | kiesett  |
| Christian Collardot | Távolugrás    | 740 cm    | 14.       | 768 cm   | 6.       |
| Éric Battista       | Hármasugrás   | 15,22 m   | 21.       | kiesett  | kiesett  |
| Pierre William      | Hármasugrás   | 13,29 m   | 39.       | kiesett  | kiesett  |
| Pierre Alard        | Diszkoszvetés | 51,02 m   | 26.       | kiesett  | kiesett  |
| Guy Husson          | Kalapácsvetés | 59,83 m   | 16.       | kiesett  | kiesett  |
| Michel Macquet      | Gerelyhajítás | 73,74 m   | 15.       | kiesett  | kiesett  |
| Léon Syrovatski     | Gerelyhajítás | 71,59 m   | 18.       | kiesett  | kiesett  |

Női
| Versenyző             | Versenyszám | Előfutam | Előfutam | Negyeddöntő | Negyeddöntő | Elődöntő | Elődöntő | Döntő   | Döntő    |
| Versenyző             | Versenyszám | Idő      | Hely.    | Idő         | Hely.       | Idő      | Hely.    | Idő     | Helyezés |
| --------------------- | ----------- | -------- | -------- | ----------- | ----------- | -------- | -------- | ------- | -------- |
| Catherine Capdevielle | 100 m       | 11,8     | 2.       | 12,0        | 2.          | 11,7     | 3.       | 11,5    | 5.       |
| Catherine Capdevielle | 200 m       | 24,3     | 2.       |             | 24,9        | 7.       | kiesett  | kiesett |          |
| Maryvonne Dupureur    | 800 m       | 2:12,3   | 4.       |             |             |          |          | kiesett | kiesett  |
| Nicole Goullieux      | 800 m       | 2:13,4   | 7.       |             |             |          |          | kiesett | kiesett  |
| Simone Brièrre        | 80 m gát    | 11,6     | 3.       |             | kiesett     | kiesett  | kiesett  | kiesett |          |
| Denise Guénard        | 80 m gát    | 11,2     | 2.       |             | 11,4        | 6.       | kiesett  | kiesett |          |

| Versenyző            | Versenyszám | Selejtező | Selejtező | Döntő    | Döntő    |
| Versenyző            | Versenyszám | Eredmény  | Helyezés  | Eredmény | Helyezés |
| -------------------- | ----------- | --------- | --------- | -------- | -------- |
| Florence Pétry-Amiel | Magasugrás  | 165 cm    | =10.      | 165 cm   | =9.      |
| Madeleine Thétu      | Távolugrás  | 596 cm    | 9.        | 585 cm   | 14.      |

## Birkózás
Kötöttfogású
| Versenyző        | Versenyszám | 1. forduló                        | 1. forduló | 1. forduló | 2. forduló                          | 2. forduló | 2. forduló | 3. forduló                    | 3. forduló | 3. forduló | 4. forduló                             | 4. forduló | 4. forduló | 5. forduló        | 5. forduló | 5. forduló | 6. forduló                | 6. forduló | 6. forduló | Döntő                                                       | Döntő   | Döntő   | Helyezés |
| Versenyző        | Versenyszám | Ellenfél Eredmény                 | Pont       | Hely.      | Ellenfél Eredmény                   | Pont       | Hely.      | Ellenfél Eredmény             | Pont       | Hely.      | Ellenfél Eredmény                      | Pont       | Hely.      | Ellenfél Eredmény | Pont       | Hely.      | Ellenfél Eredmény         | Pont       | Hely.      | Ellenfél Eredmény                                           | Pont    | Hely.   | Helyezés |
| ---------------- | ----------- | --------------------------------- | ---------- | ---------- | ----------------------------------- | ---------- | ---------- | ----------------------------- | ---------- | ---------- | -------------------------------------- | ---------- | ---------- | ----------------- | ---------- | ---------- | ------------------------- | ---------- | ---------- | ----------------------------------------------------------- | ------- | ------- | -------- |
| Gilbert Dubier   | 57 kg       | Ewald Tauer (EUA) · 1-3           | 1          | =6.        | Michel Nakouzi (LIB) · 3-1          | 4          | =13.       | Yaşar Yılmaz (TUR) · 3-1      | 7          | =13.       | kiesett                                | kiesett    | kiesett    | kiesett           | kiesett    | kiesett    |                           |            |            | kiesett                                                     | kiesett | kiesett | 13.      |
| Roger Mannhard   | 62 kg       | Umberto Trippa (ITA) · 3-1        | 3          | =15.       | Rudolf Pedersen (DEN) · kétvállas   | 3          | =10.       | Johann Marte (AUT) · 3-1      | 6          | =11.       | kiesett                                | kiesett    | kiesett    | kiesett           | kiesett    | kiesett    | kiesett                   | kiesett    | kiesett    | kiesett                                                     | kiesett | kiesett | 11.      |
| Jacques Pourtau  | 67 kg       | Anastasios Mousidis (GRE) · 3-1   | 3          | =13.       | Hernando Delgado (ESP) · 1-3        | 4          | =14.       | erőnyerő                      | 4          | =3.        | Karel Matoušek (TCH) · 3-1             | 7          | =6.        | kiesett           | kiesett    | kiesett    |                           |            |            | kiesett                                                     | kiesett | kiesett | 5.       |
| René Schiermeyer | 73 kg       | Edward Żuławnik (POL) · kétvállas | 0          | =1.        | Franco Benedetti (ITA) · 2-2        | 2          | =4.        | Sam Azoulay (MAR) · kétvállas | 2          | =1.        | Hans-Jörg Hirschbühl (SUI) · kétvállas | 2          | =1.        | erőnyerő          | 2          | 1.         | Stevan Horvat (YUG) · 3-1 | 5          | =1.        | Günter Maritschnigg (EUA) · 3-1 · Mithat Bayrak (TUR) · 3-1 | 11      | 3.      |          |
| André Lamy       | 79 kg       | Jiří Kormaník (TCH) · 3-1         | 3          | =16.       | Pentti Punkari (FIN) · 3-1          | 6          | =15.       | kiesett                       | kiesett    | kiesett    | kiesett                                | kiesett    | kiesett    | kiesett           | kiesett    | kiesett    | kiesett                   | kiesett    | kiesett    | kiesett                                                     | kiesett | kiesett | 15.      |
| Maurice Jacquel  | 87 kg       | Eugen Wiesberger, Jr. (AUT) · 3-1 | 3          | =10.       | Gheorghe Popovici (ROU) · kétvállas | 3          | =6.        | Krali Bimbalov (BUL) · 3-1    | 6          | 10.        | kiesett                                | kiesett    | kiesett    | kiesett           | kiesett    | kiesett    |                           |            |            | kiesett                                                     | kiesett | kiesett | 10.      |

Szabadfogású
| Versenyző       | Versenyszám | 1. forduló                      | 1. forduló | 1. forduló | 2. forduló                     | 2. forduló | 2. forduló | 3. forduló                      | 3. forduló | 3. forduló | 4. forduló                          | 4. forduló | 4. forduló | 5. forduló        | 5. forduló | 5. forduló | 6. forduló        | 6. forduló | 6. forduló | Döntő             | Döntő   | Döntő   | Helyezés |
| Versenyző       | Versenyszám | Ellenfél Eredmény               | Pont       | Hely.      | Ellenfél Eredmény              | Pont       | Hely.      | Ellenfél Eredmény               | Pont       | Hely.      | Ellenfél Eredmény                   | Pont       | Hely.      | Ellenfél Eredmény | Pont       | Hely.      | Ellenfél Eredmény | Pont       | Hely.      | Ellenfél Eredmény | Pont    | Hely.   | Helyezés |
| --------------- | ----------- | ------------------------------- | ---------- | ---------- | ------------------------------ | ---------- | ---------- | ------------------------------- | ---------- | ---------- | ----------------------------------- | ---------- | ---------- | ----------------- | ---------- | ---------- | ----------------- | ---------- | ---------- | ----------------- | ------- | ------- | -------- |
| André Zoete     | 52 kg       | Väinö Rantala (FIN) · kétvállas | 0          | =1.        | Lesław Kropp (POL) · kétvállas | 0          | =1.        | Paul Neff (EUA) · kétvállas     | 4          | =6.        | Ebrahim Szeifpour (IRI) · kétvállas | 8          | 8.         | kiesett           | kiesett    | kiesett    | kiesett           | kiesett    | kiesett    | kiesett           | kiesett | kiesett | 8.       |
| Georges Ballery | 62 kg       | erőnyerő                        | 0          | =1.        | Joseph Mewis (BEL) · 3-1       | 3          | =6.        | Sztancso Ivanov (BUL) · 3-1     | 6          | =10.       | kiesett                             | kiesett    | kiesett    | kiesett           | kiesett    | kiesett    | kiesett           | kiesett    | kiesett    | kiesett           | kiesett | kiesett | 10.      |
| Roger Bielle    | 67 kg       | Ray Lougheed (CAN) · 3-1        | 3          | =13.       | Nazem Amine (LIB) · kétvállas  | 3          | =9.        | Muhammad Ashraf-Din (PAK) · 3-1 | 6          | =12.       | kiesett                             | kiesett    | kiesett    | kiesett           | kiesett    | kiesett    |                   |            |            | kiesett           | kiesett | kiesett | 12.      |
| Maurice Jacquel | 87 kg       | Daniel Brand (USA) · kétvállas  | 4          | =17.       | Manie van Zyl (RSA) · 3-1      | 7          | =15.       | kiesett                         | kiesett    | kiesett    | kiesett                             | kiesett    | kiesett    | kiesett           | kiesett    | kiesett    |                   |            |            | kiesett           | kiesett | kiesett | 15.      |

## Evezés
| Versenyző | Versenyszám      | Előfutam | Előfutam | Vigaszág | Vigaszág | Elődöntő | Elődöntő | Döntő   | Döntő | Helyezés |
| Versenyző | Versenyszám      | Idő      | Hely.    | Idő      | Hely.    | Idő      | Hely.    | Idő     | Hely. | Helyezés |
| --- | ---------------- | -------- | -------- | -------- | -------- | -------- | -------- | ------- | ----- | -------- |
| René Duhamel Bernard Monnereau | Kétpárevezős     | 6:45,23  | 1.       | erőnyerő | erőnyerő |          |          | 6:55,22 | 4.    | 4.       |
| Robert Dumontois Claude Martin Jacques Morel Guy Nosbaum Jean Klein (kormányos)                                                                       | Kormányos négyes | 6:46,75  | 3.       | 6:47,11  | 1.       | 7:02,95  | 2.       | 6:41,62 | 2.    |          |
| Christian Puibaraud Jean-Pierre Bellet Émile Clerc Jean Ledoux Gaston Mercier Bernard Meynadier Joseph Moroni Michel Viaud Alain Bouffard (kormányos) | Nyolcas          | 6:07,71  | 2.       | 6:21,34  | 1.       |          |          | 6:06,57 | 4.    | 4.       |

## Gyeplabda
| Francia férfi gyeplabdacsapat-játékoskeret                                                                                     | Francia férfi gyeplabdacsapat-játékoskeret |
| --- | --- |
| - Yvan Bia - Roger Bignon - Jacques Bonnet - Pierre Court - Jean Desmasures - Maurice Dobigny - Claude Dugardin - Claude Leroy | - Diran Manoukian - Ido Marang - Jacques Mauchien - Gérard Poulain - Philippe Reynaud - Albert Vanpoulle - Claude Windal - Jean-Pierre Windal |

### Eredmények
| Színmagyarázat                                                                                           |
| --- |
| A csoportok első két helyezettje bejutott a negyeddöntőbe.                                               |
| A csoportok harmadik helyezettjei a 9–12. helyért, a negyedik helyezettjei a 13–16. helyért játszhattak. |

Csoportkör
C csoport
| Csapat                      | M | Gy | D | V | G+ | G– | Gk  | P |
| --------------------------- | - | -- | - | - | -- | -- | --- | - |
| Kenya (KEN)                 | 3 | 2  | 1 | 0 | 8  | 0  | +8  | 5 |
| Egyesült Német Csapat (EUA) | 3 | 2  | 0 | 1 | 10 | 1  | +9  | 4 |
| Franciaország (FRA)         | 3 | 1  | 1 | 1 | 2  | 5  | –3  | 3 |
| Olaszország (ITA)           | 3 | 0  | 0 | 3 | 0  | 14 | –14 | 0 |

| 1960. augusztus 29. 15:00 | Franciaország (FRA)          | 2 – 0   | Olaszország (ITA) | Stadio dei Marmi Játékvezetők: Bernet (SUI), Harasta (AUT) |
| 1960. augusztus 29. 15:00 | Reynaud 21' · J-P Windal 54' | (1 – 0) |                   | Stadio dei Marmi Játékvezetők: Bernet (SUI), Harasta (AUT) |

| 1960. augusztus 31. 10:00 | Egyesült Német Csapat (EUA)             | 5 – 0   | Franciaország (FRA) | Olympic Velodrome Játékvezetők: Ghosh (IND), G. Singh (IND) |
| 1960. augusztus 31. 10:00 | Keller 23', 51', 61', 66' · Schuler 31' | (2 – 0) |                     | Olympic Velodrome Játékvezetők: Ghosh (IND), G. Singh (IND) |

| 1960. szeptember 3. 16:30 | Franciaország (FRA) | 0 – 0 | Kenya (KEN) | Olympic Velodrome Játékvezetők: H. Singh (IND), Burgess (GBR) |
| 1960. szeptember 3. 16:30 |                     |       |             | Olympic Velodrome Játékvezetők: H. Singh (IND), Burgess (GBR) |

A 9–12. helyért
| 1960. szeptember 6. 15:00 | Franciaország (FRA) | 1 – 0   | Belgium (BEL) | Campo Tre Fontane Játékvezetők: Burgess (GBR), Harasta (AUT) |
| 1960. szeptember 6. 15:00 | Mauchien 22'        | (1 – 0) |               | Campo Tre Fontane Játékvezetők: Burgess (GBR), Harasta (AUT) |

| 1960. szeptember 8. 10:30 | Hollandia (NED)                          | 2 – 0   | Franciaország (FRA) | Campo Tre Fontane Játékvezetők: Lichtenfeld (GER), Whitelaw (GBR) |
| 1960. szeptember 8. 10:30 | Wim de Beer 3' · Theo van Vroonhoven 25' | (2 – 0) |                     | Campo Tre Fontane Játékvezetők: Lichtenfeld (GER), Whitelaw (GBR) |

| Csapat              | M | Gy | D | V | G+ | G– | Gk | P |
| ------------------- | - | -- | - | - | -- | -- | -- | - |
| Hollandia (NED)     | 2 | 2  | 0 | 0 | 4  | 1  | +3 | 4 |
| Franciaország (FRA) | 2 | 1  | 0 | 1 | 1  | 2  | –1 | 2 |
| Belgium (BEL)       | 2 | 0  | 0 | 2 | 1  | 3  | –2 | 0 |

| Csapat              | Helyezés |
| ------------------- | -------- |
| Franciaország (FRA) | 10.      |

## Kajak-kenu
Férfi
| Versenyző                                              | Versenyszám           | Előfutam | Előfutam | Vigaszág | Vigaszág | Elődöntő | Elődöntő | Döntő   | Döntő    |
| Versenyző                                              | Versenyszám           | Idő      | Hely.    | Idő      | Hely.    | Idő      | Hely.    | Idő     | Helyezés |
| ------------------------------------------------------ | --------------------- | -------- | -------- | -------- | -------- | -------- | -------- | ------- | -------- |
| Michel Meyer                                           | Kajak egyes 1000 m    | 4:40,72  | 7.       | 4:24,93  | 4.       | kiesett  | kiesett  | kiesett | kiesett  |
| Henri Amazouze Jean Houde Pierre Derivery Jean Friquet | Kajak váltó 4 × 500 m | 8:44,48  | 6.       | 8:20,87  | 4.       | kiesett  | kiesett  | kiesett | kiesett  |
| Georges Turlier Michel Picard                          | Kenu kettes 1000 m    | 4:29,76  | 2.       | erőnyerő | erőnyerő |          |          | 4:35,48 | 8.       |

Női
| Versenyző      | Versenyszám       | Előfutam | Előfutam | Vigaszág | Vigaszág | Elődöntő | Elődöntő | Döntő   | Döntő    |
| Versenyző      | Versenyszám       | Idő      | Hely.    | Idő      | Hely.    | Idő      | Hely.    | Idő     | Helyezés |
| -------------- | ----------------- | -------- | -------- | -------- | -------- | -------- | -------- | ------- | -------- |
| Gabrielle Lutz | Kajak egyes 500 m | 2:22,05  | 5.       | 2:19,28  | 3.       | 2:22,51  | 4.       | kiesett | kiesett  |

## Kerékpározás

### Országúti kerékpározás
| Versenyző                                              | Versenyszám     | Idő             | Helyezés |
| ------------------------------------------------------ | --------------- | --------------- | -------- |
| Jacques Gestraut                                       | Mezőnyverseny   | 4:20:57 (+0:20) | 9.       |
| François Hamon                                         | Mezőnyverseny   | 4:20:57 (+0:20) | 15.      |
| Roland Lacombe                                         | Mezőnyverseny   | 4:20:57 (+0:20) | 13.      |
| Raymond Reaux                                          | Mezőnyverseny   | 4:23:57 (+3:20) | 50.      |
| Henri Duez François Hamon Roland Lacombe Jacques Simon | Csapat időfutam | 2:20:36,38      | 7.       |

### Pálya-kerékpározás
Sprintverseny
| Versenyző          | Versenyszám  | 1. forduló                                          | 1. forduló | Vigaszág selejtező   | Vigaszág selejtező | Vigaszág döntő         | Vigaszág döntő | Nyolcaddöntő                                           | Nyolcaddöntő | Vigaszág selejtező                               | Vigaszág selejtező | Vigaszág döntő       | Vigaszág döntő | Negyeddöntő                             | Elődöntő             | Döntő                | Helyezés    |
| Versenyző          | Versenyszám  | Ellenfelek Győztes idő                              | Hely.      | Ellenfél Győztes idő | Hely.              | Ellenfelek Győztes idő | Hely.          | Ellenfelek Győztes idő                                 | Hely.        | Ellenfelek Győztes idő                           | Hely.              | Ellenfél Győztes idő | Hely.          | Ellenfél Győztes idő                    | Ellenfél Győztes idő | Ellenfél Győztes idő | Helyezés    |
| ------------------ | ------------ | --------------------------------------------------- | ---------- | -------------------- | ------------------ | ---------------------- | -------------- | ------------------------------------------------------ | ------------ | ------------------------------------------------ | ------------------ | -------------------- | -------------- | --------------------------------------- | -------------------- | -------------------- | ----------- |
| André Gruchet      | Férfi egyéni | Herbert Francis (USA) · Muhammad Ashiq (PAK) · 11,6 | 1.         |                      |                    |                        |                | Lloyd Binch (GBR) · Clyde Rimple (BWI) · 11,7          | 2.           | Mario Vanegas (COL) · Arie de Graaf (NED) · 11,8 | 2.                 | kiesett              | kiesett        | kiesett                                 | kiesett              | kiesett              | helyezetlen |
| Antoine Pellegrina | Férfi egyéni | Arie de Graaf (NED) · 12,4                          | 1.         |                      |                    |                        |                | Kurt Rechsteiner (SUI) · Gilbert De Rieck (BEL) · 11,6 | 1.           |                                                  |                    |                      |                | Valentino Gasparella (ITA) · 12,0, 11,7 | kiesett              | kiesett              | 5.          |

Időfutam
| Versenyző   | Versenyszám  | Idő     | Helyezés |
| ----------- | ------------ | ------- | -------- |
| Michel Scob | Férfi egyéni | 1:11,65 | 16.      |

Tandem
| Versenyző                   | Versenyszám     | 1. forduló           | Vigaszág selejtező   | Vigaszág döntő       | Negyeddöntő                                                      | Elődöntő             | Döntő                | Helyezés |
| Versenyző                   | Versenyszám     | Ellenfél Győztes idő | Ellenfél Győztes idő | Ellenfél Győztes idő | Ellenfél Győztes idő                                             | Ellenfél Győztes idő | Ellenfél Győztes idő | Helyezés |
| --------------------------- | --------------- | -------------------- | -------------------- | -------------------- | ---------------------------------------------------------------- | -------------------- | -------------------- | -------- |
| Roland Surrugue Michel Scob | Férfi kétüléses | Ellenfél nélkül 11,0 |                      |                      | Hollandia (NED) · Rinus Paul · Mees Gerritsen · 11,9, 10,6, 10,9 | kiesett              | kiesett              | 5.       |

Üldözőverseny
| Versenyző                                              | Versenyszám  | Selejtező                                                                                  | Selejtező | Selejtező | Negyeddöntő                                                                                    | Negyeddöntő | Negyeddöntő | Elődöntő                                                                                                   | Elődöntő  | Elődöntő | Döntő | Döntő     | Helyezés |
| Versenyző                                              | Versenyszám  | Ellenfél Idő                                                                               | Saját idő | Hely.     | Ellenfél Idő                                                                                   | Saját idő   | Hely.       | Ellenfél Idő                                                                                               | Saját idő | Hely.    | Ellenfél Idő | Saját idő | Helyezés |
| ------------------------------------------------------ | ------------ | ------------------------------------------------------------------------------------------ | --------- | --------- | ---------------------------------------------------------------------------------------------- | ----------- | ----------- | --- | --------- | -------- | --- | --------- | -------- |
| Guy Claud Marcel Delattre Michel Nédélec Jacques Suire | Férfi csapat | Svájc (SUI) · Hans Heinemann · Egon Scheiwiller · Walter Signer · Werner Weckert · 4:50,00 | 4:38,46   | 1.        | Csehszlovákia (TCH) · Slavoj Černý · Jan Chlístovský · Ferdinand Duchoň · Josef Volf · 4:38,73 | 4:30,82     | 1.          | Egyesült Német Csapat (EUA) · Bernd Barleben · Peter Gröning · Manfred Klieme · Siegfried Köhler · 4:33,46 | 4:37,17   | 2.       | Bronzmérkőzés · Szovjetunió (URS) · Arnold Belgardt · Leonyid Kolumbet · Sztanyiszlav Moszkvin · Viktor Romanov · 4:34,05 | 4:35,72   | 4.       |

## Kosárlabda
| Francia férfi kosárlabdacsapat-játékoskeret                                                                   | Francia férfi kosárlabdacsapat-játékoskeret                                                    |
| --- | ---------------------------------------------------------------------------------------------- |
| - Roger Antoine - Philippe Baillet - Christian Baltzer - Louis Bertorelle - Jean-Paul Beugnot - Jérôme Christ | - Jean Degros - Max Dorigo - Henri Grange - Bernard Mayeur - Robert Monclar - Henri Villecourt |

### Eredmények
Csoportkör
B csoport
| Csapat              | M | Gy | V | P+  | P–  | Pk |
| ------------------- | - | -- | - | --- | --- | -- |
| Csehszlovákia (TCH) | 3 | 2  | 1 | 201 | 192 | +9 |
| Jugoszlávia (YUG)   | 3 | 2  | 1 | 193 | 199 | –6 |
| Franciaország (FRA) | 3 | 1  | 2 | 187 | 190 | –3 |
| Bulgária (BUL)      | 3 | 1  | 2 | 209 | 209 | 0  |

| 1960. augusztus 26. 17:30 | Csehszlovákia (TCH) | 56 – 53 | Franciaország (FRA) |  |
| 1960. augusztus 26. 17:30 | (26 – 22)           |         |                     |  |

| 1960. augusztus 27. 9:00 | Jugoszlávia (YUG) | 62 – 61 | Franciaország (FRA) |  |
| 1960. augusztus 27. 9:00 | (32 – 35)         |         |                     |  |

| 1960. augusztus 29. 20:00 | Franciaország (FRA) | 73 – 72 | Bulgária (BUL) |  |
| 1960. augusztus 29. 20:00 | (32 – 30)           |         |                |  |

A 9–15. helyért
H csoport
| Csapat              | M | Gy | V | P+  | P–  | Pk  |
| ------------------- | - | -- | - | --- | --- | --- |
| Franciaország (FRA) | 3 | 3  | 0 | 270 | 173 | +97 |
| Mexikó (MEX)        | 3 | 2  | 1 | 218 | 214 | +4  |
| Spanyolország (ESP) | 3 | 1  | 2 | 180 | 222 | –42 |
| Japán (JPN)         | 3 | 0  | 3 | 184 | 243 | –59 |

| 1960. szeptember 1. 10:30 | Franciaország (FRA) | 101 – 63 | Japán (JPN) |  |
| 1960. szeptember 1. 10:30 | (39 – 35)           |          |             |  |

| 1960. szeptember 2. 16:00 | Franciaország (FRA) | 78 – 48 | Spanyolország (ESP) |  |
| 1960. szeptember 2. 16:00 | (39 – 18)           |         |                     |  |

| 1960. szeptember 3. 10:00 | Franciaország (FRA) | 91 – 62 | Mexikó (MEX) |  |
| 1960. szeptember 3. 10:00 | (41 – 33)           |         |              |  |

A 9–12. helyért
| 1960. szeptember 8. 11:30 | Franciaország (FRA) | 122 – 75 | Fülöp-szigetek (PHI) |  |
| 1960. szeptember 8. 11:30 | (59 – 32)           |          |                      |  |

| 1960. szeptember 10. 11:30 | Magyarország (HUN) | 74 – 70 | Franciaország (FRA) |  |
| 1960. szeptember 10. 11:30 | (40 – 28)          |         |                     |  |

A táblázat tartalmazza a 9–15. helyért lejátszott Franciaország – Mexikó 91–62-es eredményt.
| Csapat               | M | Gy | V | P+  | P–  | Pk  |
| -------------------- | - | -- | - | --- | --- | --- |
| Magyarország (HUN)   | 3 | 2  | 1 | 212 | 209 | +3  |
| Franciaország (FRA)  | 3 | 2  | 1 | 283 | 211 | +72 |
| Fülöp-szigetek (PHI) | 3 | 1  | 2 | 210 | 267 | –57 |
| Mexikó (MEX)         | 3 | 1  | 2 | 195 | 213 | –18 |

| Csapat              | Helyezés |
| ------------------- | -------- |
| Franciaország (FRA) | 10.      |

## Labdarúgás
| Francia labdarúgócsapat-játékoskeret | Francia labdarúgócsapat-játékoskeret                                                                                            |
| --- | --- |
| - Ahmed Arab - Marcel Artelesa - Raymond Baratto - Pierre Bodin - Jean-Baptiste Bordas - Gérard Coinçon - Claude Dubaële - André Giamarchi - Gines Gonzales | - Marcel Loncle - François Philippe - Louis Polonia - Yvon Quédec - Charles Samoy - Max Samper - Jacques Stamm - Jean Wettstein |

### Eredmények
Csoportkör
D csoport
| Csapat        | M | Gy | D | V | G+ | G– | Gk  | P |
| ------------- | - | -- | - | - | -- | -- | --- | - |
| Magyarország  | 3 | 3  | 0 | 0 | 15 | 3  | +12 | 6 |
| Franciaország | 3 | 1  | 1 | 1 | 3  | 9  | –6  | 3 |
| Peru          | 3 | 1  | 0 | 2 | 6  | 9  | –3  | 2 |
| India         | 3 | 0  | 1 | 2 | 3  | 6  | –3  | 1 |

| 1960. augusztus 26. 21:00 |

| Franciaország (FRA)      | 2–1               | Peru     |
| ------------------------ | ----------------- | -------- |
| Giamarchi 67' Quédec 90' | (0–1) Jegyzőkönyv | Uribe 1' |

| Firenze Játékvezető: Erlich (jugoszláv) |

| 1960. augusztus 29. 21:00 |

| Franciaország (FRA) | 1–1               | India        |
| ------------------- | ----------------- | ------------ |
| Coinçon 82'         | (0–0) Jegyzőkönyv | Banerjee 71' |

| Grosseto Játékvezető: Morgan (kanadai) |

| 1960. szeptember 1. 16:00 |

| Magyarország (HUN)                              | 7–0               | Franciaország |
| ----------------------------------------------- | ----------------- | ------------- |
| Albert 12' 85' Göröcs 34' 59' 77' Dunai 41' 79' | (3–0) Jegyzőkönyv |               |

| Róma Játékvezető: Orlandini (olasz) |

| Csapat              | Helyezés |
| ------------------- | -------- |
| Franciaország (FRA) | 9.       |

## Lovaglás
Díjugratás
| Versenyző                                                 | Ló                                        | Versenyszám | 1. forduló | 1. forduló | 2. forduló | 2. forduló | Összesen | Összesen |
| Versenyző                                                 | Ló                                        | Versenyszám | Pont       | Hely.      | Pont       | Hely.      | Pont     | Helyezés |
| --------------------------------------------------------- | ----------------------------------------- | ----------- | ---------- | ---------- | ---------- | ---------- | -------- | -------- |
| Bernard de Fombelle                                       | Buffalo B                                 | Egyéni      | 12,00      | =5.        | 16,00      | =12.       | 28,00    | =7.      |
| Pierre Jonquères d'Oriola                                 | Eclair au Chocolat                        | Egyéni      | 16,00      | =10.       | 25,50      | 24.        | 41,50    | 18.      |
| Max Fresson                                               | Grand Veneur                              | Egyéni      | 8,00       | =3.        | 29,25      | 29.        | 37,25    | 14.      |
| Bernard de Fombelle Pierre Jonquères d'Oriola Max Fresson | Buffalo B Eclair au Chocolat Grand Veneur | Csapat      | 82,25      | 6.         | 86,50      | 7.         | 168,75   | 5.       |

Lovastusa
| Versenyző                                           | Ló                           | Versenyszám | Díjlovaglás | Díjlovaglás | Tereplovaglás | Tereplovaglás | Díjugratás    | Díjugratás    | Végeredmény | Végeredmény |
| Versenyző                                           | Ló                           | Versenyszám | Bünt.       | Hely.       | Bünt.         | Hely.         | Bünt.         | Hely.         | Bünt.       | Helyezés    |
| --------------------------------------------------- | ---------------------------- | ----------- | ----------- | ----------- | ------------- | ------------- | ------------- | ------------- | ----------- | ----------- |
| Pierre Durand                                       | Gulliano                     | Egyéni      | -130,50     | =36.        | -73,60        | 27.           | nem ért célba | nem ért célba | kiesett     | kiesett     |
| Jack le Goff                                        | Image                        | Egyéni      | -108,51     | 20.         | 55,60         | 8.            | -20,00        | =22.          | -72,91      | 6.          |
| Jéhan le Roy                                        | Garden                       | Egyéni      | -133,50     | 40.         | -40,80        | 23.           | -60,00        | 34.           | -234,30     | 23.         |
| Guy Lefrant                                         | Nicias                       | Egyéni      | -70,50      | 1.          | -128,00       | 33.           | -10,00        | =13.          | -208,50     | 21.         |
| Pierre Durand Jack le Goff Jéhan le Roy Guy Lefrant | Gulliano Image Garden Nicias | Csapat      | -309,51     | 5.          | -58,80        | 4.            | -90,00        | 5.            | -515,71     |             |

## Műugrás
Férfi
| Versenyző       | Versenyszám        | Selejtező | Selejtező | Elődöntő | Elődöntő | Elődöntő | Döntő   | Döntő   | Döntő    |
| Versenyző       | Versenyszám        | Pont      | Helyezés  | Pont     | Össz.    | Helyezés | Pont    | Össz.   | Helyezés |
| --------------- | ------------------ | --------- | --------- | -------- | -------- | -------- | ------- | ------- | -------- |
| Christian Pire  | Egyéni műugrás     | 50,49     | 18.       | kiesett  | kiesett  | kiesett  | kiesett | kiesett | kiesett  |
| Georges Senecot | Egyéni műugrás     | 53,93     | 7.        | 38,54    | 92,47    | 9.       | kiesett | kiesett | kiesett  |
| Henri Rouquet   | Egyéni toronyugrás | 50,74     | 16.       | 32,81    | 83,55    | 16.      | kiesett | kiesett | kiesett  |

Női
| Versenyző                    | Versenyszám        | Selejtező | Selejtező | Elődöntő | Elődöntő | Elődöntő | Döntő   | Döntő   | Döntő    |
| Versenyző                    | Versenyszám        | Pont      | Helyezés  | Pont     | Össz.    | Helyezés | Pont    | Össz.   | Helyezés |
| ---------------------------- | ------------------ | --------- | --------- | -------- | -------- | -------- | ------- | ------- | -------- |
| Nicole Péllissard-Darrigrand | Egyéni műugrás     | 48,96     | 10.       | 36,76    | 85,72    | 9.       | kiesett | kiesett | kiesett  |
| Nicole Péllissard-Darrigrand | Egyéni toronyugrás | 49,68     | 12.       |          |          |          | 31,50   | 81,18   | 7.       |

## Ökölvívás
| Versenyző         | Versenyszám   | Selejtező         | 32-es főtábla                     | Nyolcaddöntő                    | Negyeddöntő               | Elődöntő          | Döntő             | Helyezés |
| Versenyző         | Versenyszám   | Ellenfél Eredmény | Ellenfél Eredmény                 | Ellenfél Eredmény               | Ellenfél Eredmény         | Ellenfél Eredmény | Ellenfél Eredmény | Helyezés |
| ----------------- | ------------- | ----------------- | --------------------------------- | ------------------------------- | ------------------------- | ----------------- | ----------------- | -------- |
| Antoine Porcel    | Légsúly       | erőnyerő          | Ralph Knoesen (RSA) · 5-0         | Szergej Szivko (URS) · kizárták | kiesett                   | kiesett           | kiesett           | 9.       |
| Jean Parra        | Harmatsúly    | erőnyerő          | Nagy József (HUN) · 2-3           | kiesett                         | kiesett                   | kiesett           | kiesett           | 17.      |
| André Iuncker     | Pehelysúly    |                   | Andrew Reddy (IRL) · 2-3          | kiesett                         | kiesett                   | kiesett           | kiesett           | 17.      |
| Jacques Cotot     | Könnyűsúly    | erőnyerő          | Kellner Ferenc (HUN) · 2-3        | kiesett                         | kiesett                   | kiesett           | kiesett           | 17.      |
| Jean Josselin     | Váltósúly     | erőnyerő          | Nino Benvenuti (ITA) · 0-5        | kiesett                         | kiesett                   | kiesett           | kiesett           | 17.      |
| Souleymane Diallo | Nagyváltósúly |                   | Dragoslav Jakovljević (YUG) · 5-0 | Nicolae Stoenescu (ROU) · 3-2   | Carmelo Bossi (ITA) · 0-5 | kiesett           | kiesett           | 5.       |
| Yoland Levèque    | Középsúly     |                   | Jevgenyij Feofanov (URS) · 0-5    | kiesett                         | kiesett                   | kiesett           | kiesett           | 17.      |
| Joseph Syoz       | Nehézsúly     |                   | erőnyerő                          | Vasile Mariuţan (ROU) · 0-5     | kiesett                   | kiesett           | kiesett           | 9.       |

## Öttusa
| Versenyző                                           | Versenyszám | Lovaglás | Lovaglás | Lovaglás | Lovaglás | Vívás    | Vívás | Vívás | Lövészet | Lövészet | Lövészet | Úszás  | Úszás | Úszás | Futás   | Futás | Futás | Összesen    | Összesen |
| Versenyző                                           | Versenyszám | Idő      | Bünt.    | Pont     | Hely.    | Eredmény | Pont  | Hely. | Pontszám | Pont     | Hely.    | Idő    | Pont  | Hely. | Idő     | Pont  | Hely. | Összes pont | Helyezés |
| --------------------------------------------------- | ----------- | -------- | -------- | -------- | -------- | -------- | ----- | ----- | -------- | -------- | -------- | ------ | ----- | ----- | ------- | ----- | ----- | ----------- | -------- |
| Christian Beauvalet                                 | Egyéni      | 8:15,5   | 0        | 1135     | 7.       | 31–26    | 724   | 24.   | 172      | 540      | 51.      | 5:07,0 | 665   | 52.   | 16:07,0 | 799   | 47.   | 3863        | 45.      |
| André Bernard                                       | Egyéni      | 9:41,0   | 0        | 877      | 47.      | 22–35    | 517   | 43.   | 185      | 800      | 28.      | 4:40,0 | 800   | 41.   | 15:38,0 | 886   | 37.   | 3880        | 42.      |
| Étienne Jalenques                                   | Egyéni      | 8:44,0   | 80       | 968      | 36.      | 27–30    | 632   | 33.   | 174      | 580      | 49.      | 4:55,0 | 725   | 46.   | 17:56,0 | 432   | 57.   | 3337        | 53.      |
| Christian Beauvalet André Bernard Étienne Jalenques | Csapat      |          |          | 2980     | 10.      |          | 1756  | 12.   |          | 1920     | 15.      |        | 2190  | 15.   |         | 2157  | 15.   | 11003       | 15.      |

## Sportlövészet
Férfi
| Versenyző        | Versenyszám           | Selejtező | Selejtező  | Selejtező  | Döntő   | Döntő    |
| Versenyző        | Versenyszám           | Csoport   | Pont       | Helyezés   | Pont    | Helyezés |
| ---------------- | --------------------- | --------- | ---------- | ---------- | ------- | -------- |
| Jacques Decaux   | Gyorstüzelő pisztoly  |           |            |            | 575     | 22.      |
| Jean Renaux      | Gyorstüzelő pisztoly  |           |            |            | 575     | 21.      |
| Serge Hubert     | Szabadpisztoly        | B         | 330        | 29.        | kiesett | 56.      |
| Pierre Guy       | Sportpuska, fekvő     | A         | 382        | 23.        | 583     | 14.      |
| Pierre Guy       | Sportpuska, összetett | B         | 545        | 17.        | 1108    | 32.      |
| Georges Wahler   | Sportpuska, összetett | A         | 552        | 11.        | 1112    | 28.      |
| Georges Wahler   | Sportpuska, fekvő     | B         | 382        | 21.        | 564     | 53.      |
| Claude Foussier  | Trap                  |           | 90         | =14.       | 183     | =8.      |
| Marcel Otto-Bruc | Trap                  |           | nincs adat | nincs adat | kiesett | kiesett  |

## Súlyemelés
| Versenyző        | Versenyszám | Nyomás   | Nyomás   | Szakítás | Szakítás | Lökés    | Lökés    | Összesen | Helyezés |
| Versenyző        | Versenyszám | Eredmény | Helyezés | Eredmény | Helyezés | Eredmény | Helyezés | Összesen | Helyezés |
| ---------------- | ----------- | -------- | -------- | -------- | -------- | -------- | -------- | -------- | -------- |
| Robert Delebarre | 67,5 kg     | 105,0    | =19.     | 105,0    | =15.     | 125,0    | =20.     | 335,0    | 19.      |
| Roger Gerber     | 67,5 kg     | 112,5    | =8.      | 107,5    | =9.      | 135,0    | =13.     | 355,0    | 11.      |
| Rolf Maier       | 75 kg       | 115,0    | =9.      | 110,0    | =12.     | 150,0    | =8.      | 375,0    | 11.      |
| Marcel Paterni   | 75 kg       | 127,5    | 5.       | 120,0    | =4.      | 152,5    | =6.      | 400,0    | 4.       |
| Jean Debuf       | 82,5 kg     | 115,0    | =16.     | 120,0    | =7.      | 155,0    | =7.      | 390,0    | 11.*     |
| François Vincent | 90 kg       | 130,0    | =9.      | 132,5    | 4.       | 160,0    | =6.      | 422,5    | 5.       |

* - két másik versenyzővel azonos eredményt ért el

## Torna
Férfi
| Versenyző                                                                                   | Versenyszám      | Selejtező | Selejtező | Döntő    | Döntő    |
| Versenyző                                                                                   | Versenyszám      | Pontszám  | Helyezés  | Pontszám | Helyezés |
| ------------------------------------------------------------------------------------------- | ---------------- | --------- | --------- | -------- | -------- |
| Robert Caymaris                                                                             | Talaj            | 18,15     | =60.      | kiesett  | kiesett  |
| Robert Caymaris                                                                             | Ugrás            | 17,85     | =63.      | kiesett  | kiesett  |
| Robert Caymaris                                                                             | Korlát           | 17,70     | 82.       | kiesett  | kiesett  |
| Robert Caymaris                                                                             | Nyújtó           | 17,90     | =76.      | kiesett  | kiesett  |
| Robert Caymaris                                                                             | Gyűrű            | 17,30     | =95.      | kiesett  | kiesett  |
| Robert Caymaris                                                                             | Lólengés         | 17,35     | 82.       | kiesett  | kiesett  |
| Robert Caymaris                                                                             | Egyéni összetett |           |           | 106,25   | =77.     |
| Bernard Fauqueux                                                                            | Talaj            | 18,25     | =46.      | kiesett  | kiesett  |
| Bernard Fauqueux                                                                            | Ugrás            | 18,00     | =52.      | kiesett  | kiesett  |
| Bernard Fauqueux                                                                            | Korlát           | 18,15     | =56.      | kiesett  | kiesett  |
| Bernard Fauqueux                                                                            | Nyújtó           | 18,40     | =46.      | kiesett  | kiesett  |
| Bernard Fauqueux                                                                            | Gyűrű            | 18,35     | =49.      | kiesett  | kiesett  |
| Bernard Fauqueux                                                                            | Lólengés         | 17,90     | =65.      | kiesett  | kiesett  |
| Bernard Fauqueux                                                                            | Egyéni összetett |           |           | 109,05   | =50.     |
| Jean Jaillard                                                                               | Talaj            | 17,25     | =96.      | kiesett  | kiesett  |
| Jean Jaillard                                                                               | Ugrás            | 17,70     | =73.      | kiesett  | kiesett  |
| Jean Jaillard                                                                               | Korlát           | 17,50     | =87.      | kiesett  | kiesett  |
| Jean Jaillard                                                                               | Nyújtó           | 18,15     | =61.      | kiesett  | kiesett  |
| Jean Jaillard                                                                               | Gyűrű            | 16,65     | =113.     | kiesett  | kiesett  |
| Jean Jaillard                                                                               | Lólengés         | 18,40     | =38.      | kiesett  | kiesett  |
| Jean Jaillard                                                                               | Egyéni összetett |           |           | 105,65   | 81.      |
| Mohamed Lazhari                                                                             | Talaj            | 18,25     | =46.      | kiesett  | kiesett  |
| Mohamed Lazhari                                                                             | Ugrás            | 17,15     | 101.      | kiesett  | kiesett  |
| Mohamed Lazhari                                                                             | Korlát           | 18,10     | =60.      | kiesett  | kiesett  |
| Mohamed Lazhari                                                                             | Nyújtó           | 18,65     | =28.      | kiesett  | kiesett  |
| Mohamed Lazhari                                                                             | Gyűrű            | 17,45     | =92.      | kiesett  | kiesett  |
| Mohamed Lazhari                                                                             | Lólengés         | 18,10     | =54.      | kiesett  | kiesett  |
| Mohamed Lazhari                                                                             | Egyéni összetett |           |           | 107,70   | 68.      |
| Michel Mathiot                                                                              | Talaj            | 17,50     | 88.       | kiesett  | kiesett  |
| Michel Mathiot                                                                              | Ugrás            | 16,75     | 110.      | kiesett  | kiesett  |
| Michel Mathiot                                                                              | Korlát           | 18,15     | =56.      | kiesett  | kiesett  |
| Michel Mathiot                                                                              | Nyújtó           | 18,65     | =28.      | kiesett  | kiesett  |
| Michel Mathiot                                                                              | Gyűrű            | 16,55     | 115.      | kiesett  | kiesett  |
| Michel Mathiot                                                                              | Lólengés         | 17,70     | 77.       | kiesett  | kiesett  |
| Michel Mathiot                                                                              | Egyéni összetett |           |           | 105,30   | 83.      |
| Daniel Touche                                                                               | Talaj            | 17,95     | =71.      | kiesett  | kiesett  |
| Daniel Touche                                                                               | Ugrás            | 15,10     | 122.      | kiesett  | kiesett  |
| Daniel Touche                                                                               | Korlát           | 17,90     | =72.      | kiesett  | kiesett  |
| Daniel Touche                                                                               | Nyújtó           | 18,05     | =65.      | kiesett  | kiesett  |
| Daniel Touche                                                                               | Gyűrű            | 17,85     | =83.      | kiesett  | kiesett  |
| Daniel Touche                                                                               | Lólengés         | 16,75     | =92.      | kiesett  | kiesett  |
| Daniel Touche                                                                               | Egyéni összetett |           |           | 103,60   | 93.      |
| Robert Caymaris Bernard Fauqueux Jean Jaillard Mohamed Lazhari Michel Mathiot Daniel Touche | Csapat összetett |           |           | 536,90   | 13.      |

Női
| Versenyző                                                                                                  | Versenyszám      | Selejtező | Selejtező | Döntő    | Döntő    |
| Versenyző                                                                                                  | Versenyszám      | Pontszám  | Helyezés  | Pontszám | Helyezés |
| --- | ---------------- | --------- | --------- | -------- | -------- |
| Anne-Marie Demortière                                                                                      | Talaj            | 18,266    | =54.      | kiesett  | kiesett  |
| Anne-Marie Demortière                                                                                      | Ugrás            | 16,899    | =77.      | kiesett  | kiesett  |
| Anne-Marie Demortière                                                                                      | Felemás korlát   | 17,533    | 73.       | kiesett  | kiesett  |
| Anne-Marie Demortière                                                                                      | Gerenda          | 18,066    | =36.      | kiesett  | kiesett  |
| Anne-Marie Demortière                                                                                      | Egyéni összetett |           |           | 70,764   | 65.      |
| Jacqueline Dieudonné                                                                                       | Talaj            | 18,766    | =23.      | kiesett  | kiesett  |
| Jacqueline Dieudonné                                                                                       | Ugrás            | 17,032    | 74.       | kiesett  | kiesett  |
| Jacqueline Dieudonné                                                                                       | Felemás korlát   | 17,800    | =66.      | kiesett  | kiesett  |
| Jacqueline Dieudonné                                                                                       | Gerenda          | 17,966    | 43.       | kiesett  | kiesett  |
| Jacqueline Dieudonné                                                                                       | Egyéni összetett |           |           | 71,564   | 57.      |
| Renée Hugon                                                                                                | Talaj            | 17,733    | =80.      | kiesett  | kiesett  |
| Renée Hugon                                                                                                | Ugrás            | 16,799    | 79.       | kiesett  | kiesett  |
| Renée Hugon                                                                                                | Felemás korlát   | 17,400    | 77.       | kiesett  | kiesett  |
| Renée Hugon                                                                                                | Gerenda          | 15,466    | 96.       | kiesett  | kiesett  |
| Renée Hugon                                                                                                | Egyéni összetett |           |           | 67,398   | 84.      |
| Paulette le Raer                                                                                           | Talaj            | 17,966    | =75.      | kiesett  | kiesett  |
| Paulette le Raer                                                                                           | Ugrás            | 17,500    | 58.       | kiesett  | kiesett  |
| Paulette le Raer                                                                                           | Felemás korlát   | 17,566    | 72.       | kiesett  | kiesett  |
| Paulette le Raer                                                                                           | Gerenda          | 17,200    | 63.       | kiesett  | kiesett  |
| Paulette le Raer                                                                                           | Egyéni összetett |           |           | 70,232   | 69.      |
| Monique Rossi                                                                                              | Talaj            | 18,133    | 67.       | kiesett  | kiesett  |
| Monique Rossi                                                                                              | Ugrás            | 17,033    | 73.       | kiesett  | kiesett  |
| Monique Rossi                                                                                              | Felemás korlát   | 17,166    | =83.      | kiesett  | kiesett  |
| Monique Rossi                                                                                              | Gerenda          | 17,166    | =64.      | kiesett  | kiesett  |
| Monique Rossi                                                                                              | Egyéni összetett |           |           | 69,498   | 73.      |
| Danièle Sicot-Coulon                                                                                       | Talaj            | 18,566    | =35.      | kiesett  | kiesett  |
| Danièle Sicot-Coulon                                                                                       | Ugrás            | 17,866    | =44.      | kiesett  | kiesett  |
| Danièle Sicot-Coulon                                                                                       | Felemás korlát   | 18,299    | 44.       | kiesett  | kiesett  |
| Danièle Sicot-Coulon                                                                                       | Gerenda          | 17,033    | =68.      | kiesett  | kiesett  |
| Danièle Sicot-Coulon                                                                                       | Egyéni összetett |           |           | 71,764   | 53.      |
| Anne-Marie Demortière Jacqueline Dieudonné Renée Hugon Paulette le Raer Monique Rossi Danièle Sicot-Coulon | Csapat összetett |           |           | 354,189  | 12.      |

## Úszás
Férfi
| Versenyző                                                        | Versenyszám            | Előfutam | Előfutam | Előfutam | Elődöntő | Elődöntő | Elődöntő | Döntő   | Döntő    |
| Versenyző                                                        | Versenyszám            | Idő      | Hely.    | Össz.    | Idő      | Hely.    | Össz.    | Idő     | Helyezés |
| ---------------------------------------------------------------- | ---------------------- | -------- | -------- | -------- | -------- | -------- | -------- | ------- | -------- |
| Alain Gottvallès                                                 | 100 m gyors            | 56,9     | 2.       | 10.*     | 58,5     | 8.       | 22.      | kiesett | kiesett  |
| Gérard Gropaiz                                                   | 100 m gyors            | 59,3     | 6.       | 34.      | kiesett  | kiesett  | kiesett  | kiesett | kiesett  |
| Jean-Pascal Curtillet                                            | 400 m gyors            | 4:36,5   | 3.       | 16.      |          |          |          | kiesett | kiesett  |
| Jean Pommat                                                      | 400 m gyors            | 4:46,5   | 6.       | 30.      |          |          |          | kiesett | kiesett  |
| Robert Christophe                                                | 100 m hát              | 1:04,0   | 1.       | 5.*      | 1:03,7   | 2.       | 2.       | 1:03,2  | 4.       |
| Claude Raffy                                                     | 100 m hát              | 1:05,8   | 4.       | 18.*     | kiesett  | kiesett  | kiesett  | kiesett | kiesett  |
| Richard Audoly                                                   | 200 m mell             | 2:46,5   | 4.       | 24.      | kiesett  | kiesett  | kiesett  | kiesett | kiesett  |
| Roland Boullanger                                                | 200 m mell             | 2:54,4   | 6.       | 35.      | kiesett  | kiesett  | kiesett  | kiesett | kiesett  |
| Henri Vidil                                                      | 200 m pillangó         | 2:36,0   | 4.       | 28.      | kiesett  | kiesett  | kiesett  | kiesett | kiesett  |
| Jean-Pascal Curtillet Gérard Gropaiz Marc Kamoun Jean Boiteux    | 4 × 200 m gyorsváltó   | 8:41,2   | 6.       | 12.      |          |          |          | kiesett | kiesett  |
| Robert Christophe Roland Boullanger Jean Pommat Alain Gottvallès | 4 × 100 m vegyes váltó | 4:21,7   | 3.       | 11.      |          |          |          | kiesett | kiesett  |

Női
| Versenyző                                                   | Versenyszám            | Előfutam | Előfutam | Előfutam | Elődöntő | Elődöntő | Elődöntő | Döntő   | Döntő    |
| Versenyző                                                   | Versenyszám            | Idő      | Hely.    | Össz.    | Idő      | Hely.    | Össz.    | Idő     | Helyezés |
| ----------------------------------------------------------- | ---------------------- | -------- | -------- | -------- | -------- | -------- | -------- | ------- | -------- |
| Marie-Laure Gaillot                                         | 100 m gyors            | 1:08,0   | 5.       | 27.      | kiesett  | kiesett  | kiesett  | kiesett | kiesett  |
| Héda Frost                                                  | 100 m gyors            | 1:05,8   | 3.       | 13.      | 1:05,4   | 5.       | 11.*     | kiesett | kiesett  |
| Héda Frost                                                  | 400 m gyors            | 5:00,6   | 3.       | 9.       |          |          |          | kiesett | kiesett  |
| Nadine Delache                                              | 100 m hát              | 1:12,5   | 2.       | 8.       |          |          |          | 1:12,4  | 8.       |
| Rose-Marie Piacentini                                       | 100 m hát              | 1:12,2   | 2.       | 6.*      |          |          |          | 1:11,4  | 5.       |
| Amélie Mirkowitch                                           | 200 m mell             | 3:01,5   | 4.       | 17.      |          |          |          | kiesett | kiesett  |
| Michèle Pialat                                              | 200 m mell             | 3:02,2   | 4.       | 19.      |          |          |          | kiesett | kiesett  |
| Annie Caron                                                 | 100 m pillangó         | 1:17,1   | 6.       | 18.      |          |          |          | kiesett | kiesett  |
| Colette Libourel                                            | 100 m pillangó         | 1:20,4   | 7.       | 24.      |          |          |          | kiesett | kiesett  |
| Héda Frost Annie Caron Colette Libourel Marie-Laure Gaillot | 4 × 100 m gyorsváltó   | 4:35,2   | 5.       | 9.       |          |          |          | kiesett | kiesett  |
| Rose-Marie Piacentini Michèle Pialat Annie Caron Héda Frost | 4 × 100 m vegyes váltó | 4:59,7   | 5.       | 10.      |          |          |          | kiesett | kiesett  |

* - egy másik versenyzővel azonos időt ért el

## Vitorlázás
Nyílt
| Versenyző                                           | Versenyszám     | Futam | Futam | Futam | Futam | Futam | Futam | Futam | Pontszám | Helyezés |
| Versenyző                                           | Versenyszám     | 1     | 2     | 3     | 4     | 5     | 6     | 7     | Pontszám | Helyezés |
| --------------------------------------------------- | --------------- | ----- | ----- | ----- | ----- | ----- | ----- | ----- | -------- | -------- |
| Yves-Louis Pinaud                                   | Finn dingi      | 946   | 800   | 946   | 566   | (0)   | 1043  | 303   | 4604     | 9.       |
| Noël Desaubliaux Georges Pisani                     | Csillaghajó     | (194) | 437   | 671   | 437   | 437   | 613   | 516   | 3111     | 11.      |
| Jean-Claude Cornu Daniel Gouffier                   | Repülő hollandi | 592   | 638   | 513   | 814   | 291   | 446   | (270) | 3294     | 14.      |
| Pierre Buret Louis Chauvot Jacques Lebrun           | 5,5 méteres     | (124) | 149   | 234   | 149   | 124   | 204   | 778   | 1638     | 18.      |
| Jean Peytel Philippe Reinhart François Thierry-Mieg | Sárkányhajó     | 1055  | 418   | 328   | (254) | 254   | 629   | 754   | 3438     | 14.      |

## Vívás
Férfi
| Versenyző                                                                                  | Versenyszám       | Csoportkör | Csoportkör | Csoportkör | Csoportkör | Csoportkör | Csoportkör       | Csoportkör | Csoportkör       | Csoportkör | Csoportkör       | Helyezés    |
| Versenyző                                                                                  | Versenyszám       | 1. kör | 1. kör     | 2. kör | 2. kör     | Negyeddöntő | Negyeddöntő      | Elődöntő | Elődöntő         | Döntő | Döntő            | Helyezés    |
| Versenyző                                                                                  | Versenyszám       | Ellenfél Eredmény | Hely.      | Ellenfél Eredmény | Hely.      | Ellenfél Eredmény | Hely.            | Ellenfél Eredmény | Hely.            | Ellenfél Eredmény | Hely.            | Helyezés    |
| ------------------------------------------------------------------------------------------ | ----------------- | --- | ---------- | --- | ---------- | --- | ---------------- | --- | ---------------- | --- | ---------------- | ----------- |
| Roger Closset                                                                              | Tőr, egyéni       | 9. csoport · Robert Schiel (LUX) · 5-1 · Norbert Brami (TUN) · 5-0 · Witold Woyda (POL) · 1-5 · Luigi Carpaneda (ITA) · 4-5                                                                                     | 3.         | 6. csoport · Kamuti Jenő (HUN) · 5-4 · Attila Csipler (ROU) · 5-0 · Funamizu Micujuki (JPN) · 5-2 · Allan Jay (GBR) · 0-5 · Eugene Glazer (USA) · 1-5                                                     | 2.         | 3. csoport · Alberto Pellegrino (ITA) · 5-2 · Tim Gerresheim (EUA) · 5-3 · Jesús Gruber (VEN) · 5-2 · Viktor Zsdanovics (URS) · 1-5 · Janusz Różycki (POL) · 3-5 | 3.               | 2. csoport · Bill Hoskyns (GBR) · 5-1 · Janusz Różycki (POL) · 5-3 · Eberhard Mehl (EUA) · 5-2 · Mark Midler (URS) · 0-5 · Jurij Sziszikin (URS) · 2-5                                                                              | 3.               | Döntő csoport · Mark Midler (URS) · 5-3 · Bill Hoskyns (GBR) · 5-3 · Viktor Zsdanovics (URS) · 2-5 · Christian d’Oriola (FRA) · 2-5 · Jurij Sziszikin (URS) · nem vívtak · Albert Axelrod (USA) · nem vívtak · Witold Woyda (POL) · nem vívtak | 6.               | 6.          |
| Christian d’Oriola                                                                         | Tőr, egyéni       | 2. csoport · Tim Gerresheim (EUA) · 5-1 · Ralph Cooperman (GBR) · 5-1 · Freddy Quintero (VEN) · 5-2 · Moustafa Soheim (RAU) · 5-3 · Pedro Marçal (POR) · 5-1 · Michael Sichel (AUS) · 4-5                       | 1.         | 5. csoport · Alberto Pellegrino (ITA) · 5-1 · Ryszard Parulski (POL) · 5-2 · Tănase Mureșanu (ROU) · 5-4 · Jean Cerottini (SUI) · 2-5 · Enrique González (ESP) · nem vívtak                               | 1.         | 2. csoport · Ryszard Parulski (POL) · 5-3 · Eugene Glazer (USA) · 5-4 · Jürgen Brecht (EUA) · 5-3 · Mark Midler (URS) · 1-5 · Luigi Carpaneda (ITA) · 2-5 · Rájátszás: · Luigi Carpaneda (ITA) · 5-4                                                                        | 3.               | 1. csoport · Viktor Zsdanovics (URS) · 5-3 · Ryszard Parulski (POL) · 5-2 · Albert Axelrod (USA) · 2-5 · Witold Woyda (POL) · 3-5 · Fülöp Mihály (HUN) · 4-5 · Rájátszás: · Fülöp Mihály (HUN) · 5-2 · Ryszard Parulski (POL) · 5-0 | 4. Rájátszás: 1. | Döntő csoport · Roger Closset (FRA) · 5-2 · Viktor Zsdanovics (URS) · 3-5 · Jurij Sziszikin (URS) · 4-5 · Albert Axelrod (USA) · 4-5 · Witold Woyda (POL) · 2-5 · Mark Midler (URS) · 0-5 · Bill Hoskyns (GBR) · 4-5 | 8.               | 8.          |
| Jean-Claude Magnan                                                                         | Tőr, egyéni       | 11. csoport · Jurij Sziszikin (URS) · 5-4 · Raúl Cicero (MEX) · 5-2 · Ivan Lund (AUS) · 5-2 · Mohamed Gamil El-Kalyoubi (RAU) · 5-4 · Manuel Borrego (POR) · nem vívtak · Tabucsi Kazuhiko (JPN) · nem vívtak   | 1.         | 1. csoport · Bill Hoskyns (GBR) · 5-1 · Albert Axelrod (USA) · 5-3 · Joaquín Moya (ESP) · 5-0 · Kamuti László (HUN) · 5-3 · Jesús Gruber (VEN) · nem vívtak                                               | 1.         | 4. csoport · Fülöp Mihály (HUN) · 5-1 · Albert Axelrod (USA) · 1-5 · Eberhard Mehl (EUA) · 3-5 · Tănase Mureșanu (ROU) · 2-5 · Allan Jay (GBR) · 3-5 | =5.              | kiesett | kiesett          | kiesett | kiesett          | helyezetlen |
| Yves Dreyfus                                                                               | Párbajtőr, egyéni | 11. csoport · Ibrahim Osman (LIB) · 5-3 · Bill Hoskyns (GBR) · 5-3 · Roger Theisen (LUX) · 5-2 · Richard Stone (AUS) · 7-6 · Pedro Cabrera (ESP) · 5-2 · Michel Steininger (SUI) · 5-6                          | 1.         | 4. csoport · Rolf Wiik (FIN) · 5-3 · José Fernandes (POR) · 5-2 · Berndt-Otto Rehbinder (SWE) · 2-5 · Arnold Csarnusevics (URS) · 4-5 · Gábor Tamás (HUN) · 4-5                                           | 4.         | 2. csoport · Bohdan Gonsior (POL) · 5-1 · Georg Neuber (EUA) · 5-3 · Bill Hoskyns (GBR) · 5-1 · Alberto Pellegrino (ITA) · 3-5 · Guram Kosztava (URS) · nem vívtak | 2.               | 2. csoport · Sákovics József (HUN) · 5-4 · Giuseppe Delfino (ITA) · 6-5 · Guram Kosztava (URS) · 5-3 · Giovanni Battista Breda (ITA) · 0-5 · Berndt-Otto Rehbinder (SWE) · 5-6                                                      | 2.               | Döntő csoport · Giuseppe Delfino (ITA) · 6-5 · Sákovics József (HUN) · 5-3 · Giovanni Battista Breda (ITA) · 5-1 · Allan Jay (GBR) · 2-5 · Bruno Habārovs (URS) · 5-6 · Roger Achten (BEL) · 4-5 · Armand Mouyal (FRA) · 3-5 | 6.               | 6.          |
| Jacques Guittet                                                                            | Párbajtőr, egyéni | 1. csoport · Bohdan Gonsior (POL) · 5-3 · Emilio Echeverry (COL) · 5-1 · Raoul Barouch (TUN) · 5-1 · Charles El-Gressy (MAR) · 5-0 · Brian Pickworth (NZL) · 3-5                                                | 1.         | 1. csoport · Allan Jay (GBR) · 5-3 · José Ferreira (POR) · 5-1 · David Micahnik (USA) · 5-1 · Georg Neuber (EUA) · 3-5 · Giovanni Battista Breda (ITA) · nem vívtak                                       | 2.         | 3. csoport · Giuseppe Delfino (ITA) · 3-5 · Kausz István (HUN) · 3-5 · Berndt-Otto Rehbinder (SWE) · 4-5 · Paul Gnaier (EUA) · 2-5 · Wiesław Glos (POL) · nem vívtak | 6.               | kiesett | kiesett          | kiesett | kiesett          | helyezetlen |
| Armand Mouyal                                                                              | Párbajtőr, egyéni | 12. csoport · Göran Abrahamsson (SWE) · 5-2 · Antonio Almada (MEX) · 6-5 · René Van Den Driessche (BEL) · 5-1 · Keith Hackshall (AUS) · 5-1 · Thomas Kearney (IRL) · 5-1 · Gábor Tamás (HUN) · nem vívtak       | 1.         | 6. csoport · Jules Amez-Droz (SUI) · 5-3 · Ibrahim Osman (LIB) · 5-2 · Janusz Kurczab (POL) · 1-5 · Adalbert Gurath Jr. (ROU) · 2-5 · Bill Hoskyns (GBR) · 5-6 · Rájátszás: · Jules Amez-Droz (SUI) · 5-3 | 4.         | 4. csoport · Roger Achten (BEL) · 6-5 · Sákovics József (HUN) · 5-3 · Adalbert Gurath Jr. (ROU) · 5-3 · Arnold Csarnusevics (URS) · 5-6 · Dieter Fänger (EUA) · 3-5 · Rájátszás: · Sákovics József (HUN) · 5-4 · Arnold Csarnusevics (URS) · 5-0 · Roger Achten (BEL) · 5-6 | 1. Rájátszás: 2. | 1. csoport · Roger Achten (BEL) · 6-5 · Alberto Pellegrino (ITA) · 5-3 · Kausz István (HUN) · 5-3 · Allan Jay (GBR) · 1-5 · Bruno Habārovs (URS) · 4-5                                                                              | 3.               | Döntő csoport · Bruno Habārovs (URS) · 5-3 · Yves Dreyfus (FRA) · 5-3 · Giovanni Battista Breda (ITA) · 5-3 · Giuseppe Delfino (ITA) · 5-6 · Allan Jay (GBR) · 2-5 · Sákovics József (HUN) · 2-5 · Roger Achten (BEL) · 1-5 | 7.               | 7.          |
| Claude Arabo                                                                               | Kard, egyéni      | 1. csoport · Wilfried Wöhler (EUA) · 5-4 · Asen Dyakovski (BUL) · 5-3 · Augusto Gutiérrez (VEN) · 5-2 · Orlando Azinhais (POR) · 5-2 · Jean Khayat (TUN) · nem vívtak                                           | 1.         | 1. csoport · Michael D'Asaro Sr. (USA) · 5-2 · Ladislau Rohony (ROU) · 5-1 · Juan Paladino (URU) · 5-1 · Günther Ulrich (AUT) · 5-0 · Horváth Zoltán (HUN) · 2-5                                          | 1.         | 1. csoport · David Tisler (URS) · 5-1 · Asen Dyakovski (BUL) · 5-2 · Jürgen Theuerkauff (EUA) · 5-1 · Allan Kwartler (USA) · 5-0 · Jerzy Pawłowski (POL) · 1-5 | 1.               | 1. csoport · Kárpáti Rudolf (HUN) · 5-3 · David Tisler (URS) · 5-2 · Wojciech Zabłocki (POL) · 5-2 · Roberto Ferrari (ITA) · 3-5 · Ladislau Rohony (ROU) · 4-5                                                                      | 2.               | Döntő csoport · Wojciech Zabłocki (POL) · 5-4 · Jerzy Pawłowski (POL) · 5-3 · David Tisler (URS) · 5-3 · Jakov Rilszkij (URS) · 5-4 · Kárpáti Rudolf (HUN) · 4-5 · Horváth Zoltán (HUN) · 3-5 · Wladimiro Calarese (ITA) · 4-5 · Rájátszás: 2.-5. helyért · Wladimiro Calarese (ITA) · 5-3 · Wojciech Zabłocki (POL) · 5-4 · Horváth Zoltán (HUN) · 1-5 | 4. Rájátszás: 3. | 4.          |
| Jacques Lefèvre                                                                            | Kard, egyéni      | 12. csoport · Teodoro Goliardi (URU) · 5-2 · Trần Văn Xuan (VIE) · 5-2 · David van Gelder (ISR) · 5-1 · Allan Kwartler (USA) · 3-5 · Funamizu Micujuki (JPN) · 4-5 · Rájátszás: · Funamizu Micujuki (JPN) · 5-3 | 3.         | 4. csoport · Jerzy Pawłowski (POL) · 5-4 · Jürgen Theuerkauff (EUA) · 5-1 · Aleksandar Vasin (YUG) · 5-3 · Dumitru Mustață (ROU) · 5-1 · Nugzar Aszatiani (URS) · 2-5                                     | 1.         | 4. csoport · Ladislau Rohony (ROU) · 5-2 · Wilfried Wöhler (EUA) · 5-2 · Kárpáti Rudolf (HUN) · 4-5 · Wladimiro Calarese (ITA) · 4-5 · Michael D'Asaro Sr. (USA) · 3-5 | 4.               | kiesett | kiesett          | kiesett | kiesett          | helyezetlen |
| Jacques Roulot                                                                             | Kard, egyéni      | 6. csoport · Ramón Martínez (ESP) · 5-3 · António Marquilhas (POR) · 5-1 · Sonosuke Fujimaki (JPN) · 5-1 · Horváth Zoltán (HUN) · nem vívtak · Daniel Sande (ARG) · nem vívtak                                  | 2.         | 2. csoport · Alfonso Morales (USA) · 5-2 · José Van Baelen (BEL) · 5-3 · Borisz Sztavrev (BUL) · 5-4 · Gerevich Aladár (HUN) · 3-5 · Wladimiro Calarese (ITA) · nem vívtak                                | 3.         | 3. csoport · Gerevich Aladár (HUN) · 5-4 · Teodoro Goliardi (URU) · 5-3 · Walter Köstner (EUA) · 5-4 · Wojciech Zabłocki (POL) · 1-5 · Nugzar Aszatiani (URS) · 4-5 | 3.               | 2. csoport · Wladimiro Calarese (ITA) · 5-3 · Jerzy Pawłowski (POL) · 2-5 · Horváth Zoltán (HUN) · 2-5 · Jakov Rilszkij (URS) · 1-5 · Gerevich Aladár (HUN) · 3-5                                                                   | 6.               | kiesett | kiesett          | helyezetlen |
| Guy Barrabino Jacky Courtillat Christian d’Oriola Jean-Claude Magnan Claude Netter         | Tőr, csapat       | 1. csoport · Luxemburg (LUX) · 9-6 · Ausztrália (AUS) · 11-3 | 1.         | erőnyerő |            | Egyesült Német Csapat (EUA) · 8 (61)-8 (61) · Rájátszás: · 0-1 |                  | kiesett |                  | kiesett |                  | =5.         |
| Claude Brodin Christian d’Oriola Yves Dreyfus Jacques Guittet Gérard Lefranc Armand Mouyal | Párbajtőr, csapat | 4. csoport · Finnország (FIN) · 9-2 · Írország (IRL) · 12-4 | 1.         | Svájc (SUI) · 8 (66)-8 (64) |            | kiesett |                  | kiesett |                  | kiesett |                  | =9.         |
| Claude Arabo Claude Gamot Jacques Lefèvre Marcel Parent Jacques Roulot                     | Kard, csapat      | 5. csoport · Nagy-Britannia (GBR) · 9-0 · Spanyolország (ESP) · 10-1 | 1.         | Belgium (BEL) · 9-5 |            | Olaszország (ITA) · 7-9 |                  | kiesett |                  | kiesett |                  | =5.         |

Női
| Versenyző                                                                           | Versenyszám | Csoportkör | Csoportkör       | Csoportkör | Csoportkör  | Csoportkör | Csoportkör | Csoportkör        | Csoportkör | Helyezés    |
| Versenyző                                                                           | Versenyszám | 1. kör | 1. kör           | Negyeddöntő | Negyeddöntő | Elődöntő | Elődöntő   | Döntő             | Döntő      | Helyezés    |
| Versenyző                                                                           | Versenyszám | Ellenfél Eredmény | Hely.            | Ellenfél Eredmény | Hely.       | Ellenfél Eredmény | Hely.      | Ellenfél Eredmény | Hely.      | Helyezés    |
| ----------------------------------------------------------------------------------- | ----------- | --- | ---------------- | --- | ----------- | --- | ---------- | ----------------- | ---------- | ----------- |
| Catherine Delbarre                                                                  | Tőr, egyéni | 9. csoport · Helga Mees (EUA) · 4-3 · Sioe Gouw Pau (INA) · 4-0 · Gloria Colón (PUR) · 4-0 · Harriet King (USA) · 4-1 · Alekszandra Zabelina (URS) · 1-4 · Danny van Rossem (NED) · nem vívtak                                     | 1.               | 3. csoport · Elżbieta Pawlas (POL) · 4-1 · Ecaterina Orb-Lazăr (ROU) · 4-2 · Gillian Sheen (GBR) · 4-3 · Dömölky Lídia (HUN) · 4-1 · Nina Kleijweg (NED) · 4-2 · Jacqueline Appart (BEL) · nem vívtak | 1.          | 2. csoport · Rejtő Ildikó (HUN) · 4-2 · Galina Gorohova (URS) · 2-4 · Pilar Roldán (MEX) · 3-4 · Traudl Ebert (AUT) · 3-4 · Maria Vicol (ROU) · 3-4 | 5.         | kiesett           | kiesett    | helyezetlen |
| Monique Leroux                                                                      | Tőr, egyéni | 4. csoport · Elżbieta Pawlas (POL) · 4-1 · Helga Gnauer (AUT) · 4-2 · Ingrid Sander (VEN) · 4-2 · Irene Camber (ITA) · 1-4 · Margaret Stafford (GBR) · 1-4                                                                         | 3.               | 2. csoport · Galina Gorohova (URS) · 4-2 · Szabó Orbán Olga (ROU) · 2-4 · Pilar Roldán (MEX) · 2-4 · Helga Mees (EUA) · 2-4 · Maria Grötzer (AUT) · 3-4 · Bruna Colombetti (ITA) · 1-4                | 7.          | kiesett | kiesett    | kiesett           | kiesett    | helyezetlen |
| Régine Veronnet                                                                     | Tőr, egyéni | 8. csoport · Gillian Sheen (GBR) · 4-3 · Ginette Rossini (LUX) · 4-1 · Kate Baxter (AUS) · 4-0 · Elly Botbijl (NED) · 3-4 · Vera Jeftimijades (YUG) · 1-4 · Rájátszás: · Vera Jeftimijades (YUG) · 4-1 · Gillian Sheen (GBR) · 0-4 | 3. Rájátszás: 2. | 4. csoport · Heidi Schmid (EUA) · 4-3 · Christina Lagerwall (SWE) · 4-1 · Nyári Magda (HUN) · 1-4 · Traudl Ebert (AUT) · 0-4 · Alekszandra Zabelina (URS) · 3-4 · Irene Camber (ITA) · 1-4            | 6.          | kiesett | kiesett    | kiesett           | kiesett    | helyezetlen |
| Catherine Delbarre Renée Garilhe Monique Leroux Françoise Mailliard Régine Veronnet | Tőr, csapat | 4. csoport · Egyesült Államok (USA) · 10-6 · Lengyelország (POL) · 6-9 | 2.               | Szovjetunió (URS) · 8 (48)-8 (46) |             | kiesett |            | kiesett           |            | =5.         |

## Vízilabda
| Francia férfi vízilabdacsapat-játékoskeret                                                          | Francia férfi vízilabdacsapat-játékoskeret                                         |
| --------------------------------------------------------------------------------------------------- | ---------------------------------------------------------------------------------- |
| - René Daubinet - Gérard Faetibolt - Claude Greder - Claude Haas - Alexandre Jany - Charles Lambert | - André Lochon - Jacques Meslier - Roland Moellé - Roger Neubauer - Jean-Paul Weil |

### Eredmények
Csoportkör
D csoport
| Csapat                 | M | Gy | D | V | G+ | G– | Gk  | P |
| ---------------------- | - | -- | - | - | -- | -- | --- | - |
| Magyarország (HUN)     | 3 | 3  | 0 | 0 | 27 | 9  | +18 | 6 |
| Egyesült Államok (USA) | 3 | 2  | 0 | 1 | 17 | 13 | +4  | 4 |
| Franciaország (FRA)    | 3 | 1  | 0 | 2 | 10 | 23 | –13 | 2 |
| Belgium (BEL)          | 3 | 0  | 0 | 3 | 8  | 17 | –9  | 0 |

| 1960. augusztus 26. 11:00 | Franciaország (FRA) | 3 – 2 | Belgium (BEL) |  |
| 1960. augusztus 26. 11:00 | (1 – 1)             |       |               |  |
| 1960. augusztus 26. 11:00 |                     |       |               |  |

| 1960. augusztus 27. 21:00 | Egyesült Államok (USA) | 10 – 4 | Franciaország (FRA) |  |
| 1960. augusztus 27. 21:00 | (3 – 2)                |        |                     |  |
| 1960. augusztus 27. 21:00 |                        |        |                     |  |

| 1960. augusztus 29. 22:00 | Magyarország (HUN) | 11 – 3 | Franciaország (FRA) |  |
| 1960. augusztus 29. 22:00 | (5 – 3)            |        |                     |  |
| 1960. augusztus 29. 22:00 |                    |        |                     |  |

| Csapat              | Helyezés |
| ------------------- | -------- |
| Franciaország (FRA) | 10.      |